# Компандирование
Компандирование (от англ. companding — compression + expanding) — это метод уменьшения эффектов каналов с ограниченным динамическим диапазоном. Основан на увеличении числа интервалов квантования в области малых значений входного сигнала и уменьшении - в области максимальных значений.
Звук в сетях и вычислительных устройствах передаётся в цифровом виде. Это означает, что непрерывную осциллограмму звука дискретизируют. Кодово-импульсная модуляция (PCM) характеризуется двумя основными параметрами: частотой дискретизации (англ. sampling rate, 8 кГц для канала тональной частоты) и битрейтом (англ. bit rate). В целях экономии используется нелинейная компрессия, или компандирование. Она основывается на том факте, что при увеличении громкости можно уменьшать количество уровней квантования сигнала в области высокой громкости, сохраняя качество звука.
Использование компандирования позволяет передавать сигналы с большим динамическим диапазоном через среду с меньшим динамическим диапазоном. Компандирование уменьшает шум и другие нежелательные эффекты на приёмнике.
Компандирование используется в цифровых системах для сжатия перед преобразованием аналогового в цифровой сигнал и обратного раскодирования сигнала после цифро-аналогового преобразования, что является аналогом использования нелинейного ЦАП. Так же используется в цифровых файловых форматах для улучшения соотношения сигнал/шум при низком битрейте. К примеру, линейно кодированный 16-битный PCM может быть конвертирован в 8-битный WAV или au-формат без изменения соотношения сигнал/шум.
Тогда как компрессия, используемая в аудиорекордерах, зависит от усилителя с регулируемым коэффициентом усиления и является примерно линейным процессом (линейный на определённых участках, но не глобально), компандирование является нелинейным. Динамический диапазон сигнала сжимается перед передачей и возвращается в исходное состояние на приёмнике.
Настройка различных узлов систем телефонии на работу друг с другом подразумевает в том числе правильную настройку законов компандирования. Ошибочная настройка, когда один передающий и принимающий узлы настроены на разные законы, может быть обнаружена, например, по существенным искажениям речи. Одним из следствий может быть нерабочая конфигурация, не способная правильно обработать факсовые сигналы. При поднятии трубки человеку слышны сигналы, напоминающие факсовые, однако установить сеанс работы с факсом не удаётся.
Также компандирование используется в профессиональных беспроводных микрофонах для улучшения динамического диапазона микрофона (динамический диапазон микрофона лучше динамического диапазона среды передачи).

## Законы компандирования
Зависимость шага дискретизации от уровня звука называется законом компандирования. Обычно применяют логарифмические законы. В телефонии используют обычно один из двух законов (оба предполагают битность 8):
- Мю-закон — закон компандирования, стандартный для Северной Америки и Японии;
- A-закон — используется в Европе и России.